# Jagdstaffel 12

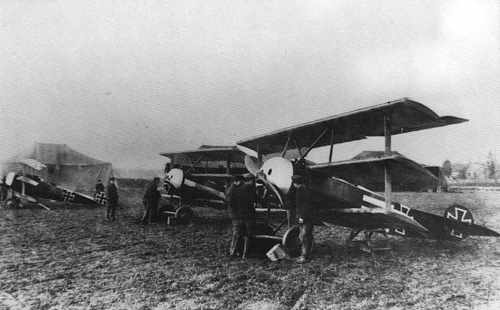
Jagdstaffel 12

A Jagdstaffel 12, conhecida também por Jasta 12, foi um esquadra de aeronaves da Luftstreitkräfte, o braço aéreo das forças armadas alemãs durante a Primeira Guerra Mundial. A sua primeira vitória foi alcançada a 6 de Dezembro de 1916. Umas das Jastas originais, a esquadra alcançaria o feito de 104 vitórias aéreas durante a guerra, perdendo 17 pilotos no decorrer da sua história.

## Aeronaves
- Fokker D.I
- Albatros D.III
- Fokker D.VII
- Fokker DR.I